# بهترین.بدترین.آخر هفته.همیشه
بهترین. بدترین. آخر هفته. همیشه (انگلیسی: Best.Worst.Weekend.Ever.) یک سریال نت‌فلیکس است.